# Lucksta
Lucksta är en tätort i Sundsvalls kommun i Medelpad. Det ligger strax söder om Matfors.

## Historia
Lucksta är en mycket gammal bosättning med fynd från stenåldern och även namnet tros vara mycket gammalt. Namnet härstammar från Locstadha och det finns flera teorier om var namnet kommer från. En teori är att ordet "loc" skall syfta på sjön Marmen, vilken Ljungan flyter igenom. En annan teori är att "loc" kan komma av ett mansbinamn. Efterleden -sta syftar på "boplats" och är vanligt för boplatser som anlades på järnåldern. Ortnamnet kan alltså betyda boplatsen/platsen vid sjön, eller en boplats som ägdes av en viss person. Namnet är också slående likt ortsnamnet Lycksta, som även återfinns i namnet Lyckstaborg, där kopplingen blir än starkare om man betänker att vokalerna Y och U dels är nära besläktade lingvistiskt sett och att vokalen Y skrevs med U runan ända fram till att man började använda latinska alfabetet. 

### Befolkningsutveckling
| Befolkningsutvecklingen i Lucksta 1960–2020    | Befolkningsutvecklingen i Lucksta 1960–2020 | Befolkningsutvecklingen i Lucksta 1960–2020 | Befolkningsutvecklingen i Lucksta 1960–2020 | Befolkningsutvecklingen i Lucksta 1960–2020 |
| ---------------------------------------------- | ------------------------------------------- | ------------------------------------------- | ------------------------------------------- | ------------------------------------------- |
|                                                |                                             |                                             |                                             |                                             |
| År                                             |                                             |                                             | Folkmängd                                   | Areal (ha)                                  |
| 1960                                           | 1960                                        |                                             | 296                                         |                                             |
| 1965                                           | 1965                                        |                                             | 290                                         |                                             |
| 1970                                           | 1970                                        |                                             | 312                                         |                                             |
| 1975                                           | 1975                                        |                                             | 361                                         |                                             |
| 1980                                           | 1980                                        |                                             | 368                                         |                                             |
| 1990                                           | 1990                                        |                                             | 354                                         | 35                                          |
| 1995                                           | 1995                                        |                                             | 363                                         | 35                                          |
| 2000                                           | 2000                                        |                                             | 360                                         | 35                                          |
| 2005                                           | 2005                                        |                                             | 349                                         | 35                                          |
| 2010                                           | 2010                                        |                                             | 346                                         | 36                                          |
| 2015                                           | 2015                                        |                                             | 637                                         | 159                                         |
| 2020                                           | 2020                                        |                                             | 593                                         | 151                                         |
| Anm.: Sammanvuxen med Attmar och Sörfors 2015. |                                             |                                             |                                             |                                             |

## Samhället
Här ligger grundskolan Lucksta skola, som undervisar elever från årskurs ett till sex. Skolan har två huvudbyggnader och en idrottshall. Här finns även en fritidsverksamhet samt ett dagis. Skolan saknar en matsal och eleverna äter på en intilliggande verksamhet.
Lucksta har även ett äldreboende och en del mindre industriföretag.
Tidigare hade Lucksta en matbutik, Lucksta Livs (tidigare en Ica-butik), som stängde i september 2021

## Idrott
Lucksta har en fotbollsförening vid namn Lucksta IF med ett A-lag som spelar i division 2 Norrland. Här bedrivs även ungdomsverksamhet inom fotboll, löpning och skidor. I Lucksta IF skidor fostrades OS-medaljören Daniel Richardsson.